# Cendana (Kota Soe)
Cendana is een bestuurslaag in het regentschap Timor Tengah Selatan van de provincie Oost-Nusa Tenggara, Indonesië. Cendana telt 3617 inwoners (volkstelling 2010).